# 1990년 대한민국의 영화 목록
다음은 1990년에 개봉됐던 대한민국의 영화 목록이다.

## 목록
- 1990년 자유부인
- 90 벌레먹은 장미
- 가보면 알거야
- 검은 도시
- 경찰+칠득이와 너털도사
- 구룡대부
- 구천동 화방
- 그대 눈물이 마를 때
- 그들도 우리처럼
- 그래 가끔 하늘을 보자
- 꼭지딴
- 꼴찌부터 일등까지 우리반을 찾습니다
- 꽃지
- 꿈
- 꿈꾸는 식물
- 나는 날마다 일어선다
- 나의 사랑, 나의 신부
- 난 깜짝놀랄 짓을 할거야
- 남부군
- 남자시장
- 너는 나의 황홀한 지옥
- 누가 붉은 장미를 꺾었나
- 늪속의 여촌장
- 단지 그대가 여자라는 이유만으로
- 대학촌의 달빛
- 도시의 상처
- 돌아온 손오공
- 동경 아리랑
- 드래곤 볼
- 땡삐
- 땡칠이와 쌍라이트
- 로보트 태권 V 90
- 로티의 모험
- 마리화나
- 마야고
- 마유미
- 매춘시대
- 무
- 물 위를 걷는 여자
- 물의나라
- 미친 사랑의 노래
- 바람의 아들
- 반쪽 아이들
- 밤마다 우는 뻐꾸기
- 밥풀때기 형사와 쌍라이트
- 별난 두 영웅
- 보통여자시대
- 불타는 태양
- 불화살
- 비 오는 날 수채화
- 빨간 색깔의 여자
- 빨간앵두 5
- 삼토스와 댕기똘이
- 새벽에서 밤까지
- 새벽외출
- 새벽을 깨우리로다
- 색녀도
- 서울 통화중
- 소쩍궁 탐정
- 수탉
- 슈퍼맨 일지매
- 스타짱가 제트(Z) 마징가 브이 슈퍼베타맨
- 신의 이방인
- 심형래의 쫄병군단
- 애견부인
- 애마부인 4
- 어느 모델의 사랑
- 어둠의 딸
- 언제나 그 자리에
- 여군외출
- 영구 람보
- 영구와 땡칠이 3탄 - 영구람보
- 영심이
- 영웅무색
- 영웅필살
- 영웅후레쉬
- 오세암
- 용감한 사람들
- 우묵배미의 사랑
- 이제 그 여자는 여기 살지 않는다
- 임소로의 부마동자
- 있잖아요 비밀이예요
- 자유여자
- 잠자리에 들시간
- 장군의 아들
- 잿빛 사랑노트
- 전설철인 키메랑
- 종자골
- 죄없는 병사들
- 짚시애마
- 짬뽕 홍길동
- 쫄병수첩 2
- 창부일색
- 천국의 땅
- 천국의 비밀
- 천녀원앙
- 천사여 악녀가 되라
- 청송으로 가는 길
- 추락하는 것은 날개가 있다
- 친구야 친구야
- 칠색조
- 캬바레부인
- 코리안 커넥션
- 팁 2
- 파행
- 호스테스 미스고
- 홀로서는 그날에
- 홍두깨
- 화대
- 화랑대
- 회색도시 2
- 휴거

## 참고 자료
- KOFIC 영화데이터베이스